# Aphytis immaculatus
Aphytis immaculatus är en stekelart som beskrevs av Compere 1955. Aphytis immaculatus ingår i släktet Aphytis och familjen växtlussteklar.
Artens utbredningsområde är Taiwan. Inga underarter finns listade i Catalogue of Life.